# Молчанов, Аркадий Анатольевич
Аркадий Анатольевич Молчанов (27 февраля 1947 — 18 июля 2010) — российский историк, археолог и нумизмат. Хотя большая часть работ Молчанова посвящена истории, археологии и нумизматике Древней Руси, известность он получил как исследователь критского письма.
Молчанов проанализировал логические блоки, из которых состояли надписи критскими иероглифами, и выявил слова, означающие «царь» и «сын», а также прочёл ряд имён.
Он также предложил дешифровку Фестского диска, однако большинство исследователей признали её спорной.
Автор статей в БЭКМ. 
В 2011 году в память об А. А. Молчанове вышел «Альманах античной нумизматики № 4», научным редактором которого он был до своей смерти.
В 2014 году вышел сборник «ΠΟΛΥΤΡΟΠΟΣ. Сборник научных статей памяти Аркадия Анатольевича Молчанова (1947—2010)» (под ред. Т. Н. Джаксон и А. В. Акопяна), включающий статьи по античной истории, генеалогии и географии, по истории, генеалогии и географии Закавказья, по истории Византии, Древней Руси и Скандинавии, по античной, закавказской и восточной нумизматике и эпиграфике, а также публикации архивных материалов.

## Сочинения
- Молчанов А. А. Таинственные письмена первых европейцев. — М.: Наука, 1980. — 120 с. — (Из истории мировой культуры).
- Молчанов А. А., Нерознак В. П., Шарыпкин С. Я. Памятники древнейшей греческой письменности: Введение в микенологию / Институт языкознания АН СССР. — М.: Наука, 1988. — 192 с. — 1650 экз.
- Молчанов А. А. Посланцы погибших цивилизаций: Письмена древнейшей Эгеиды. — М.: Наука, 1992. — 192 с. — (Литературоведение и языкознание). — ISBN 5-02-011043-4. (Переработанное и дополненное издание книги «Таинственные письмена первых европейцев»).
- Молчанов А. А. Социальные структуры и общественные отношения в Греции II тысячелетия до н. э.: (Проблемы источниковедения миноистики и микенологии) / Отв. ред. Л. П. Маринович. — М.: Издательство Института всеобщей истории РАН, 2000.